# Fabriksgatan, Göteborg
Fabriksgatan är en gata, som löper genom södra delen av stadsdelen Gårda i Göteborg. Den är cirka 1 070 meter lång och sträcker sig från Ullevigatan till Örgrytevägen.
Gatan fick sitt namn år 1891 – bekräftat 1923 – efter de många fabriker, som låg här vid den tiden. På Gårda fanns vid sekelskiftet 1900 omkring 20 fabriker och flera mindre företag, vilka sammanlagt hade cirka 1 500 anställda. Bland fabrikerna fanns bland annat Göteborgs remfabrik, Tomtens tekniska fabrik, Göteborgs Kamgarnsspinneri och Apotekarnes vattenfabrik.
Det var vid denna tid som de karaktäristiska landshövdingehusen byggdes i Gårda. Numera är Gårda ett levande område med företag, skolor, restauranger, caféer och affärer. Längs med området rinner Mölndalsån, som i sin närhet har olika promenadstråk.
Under de kommande åren kommer mycket att hända i Fabriksgatans närhet, med hotell, nya bostadshus och fler kontor. Vid gatan finns höghuset Citygate. Febriksgatan har gjorts enkelriktad, så att trafik som kommer norrifrån på E6/E20 och svänger av vid Örgrytemotet inte direkt skall kunna köra ut till huvudleden Örgrytevägen, utan i stället skall lockas att köra runt på de smala gatorna mellan kvarteren intill innan den kan ta sig vidare till andra delar av staden.

## Galleri

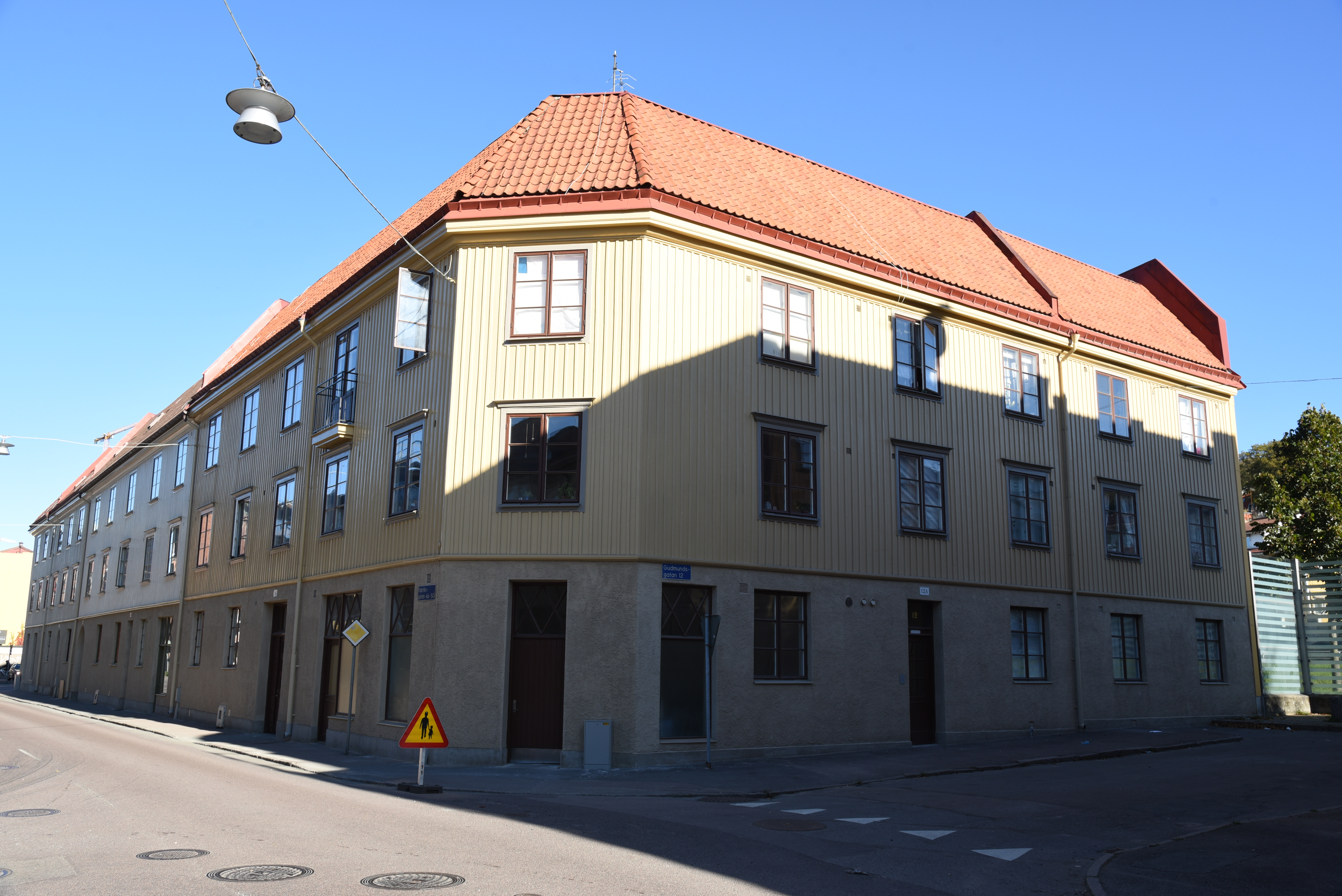
Bevarat landshövdingehus vid Fabriksgatan.
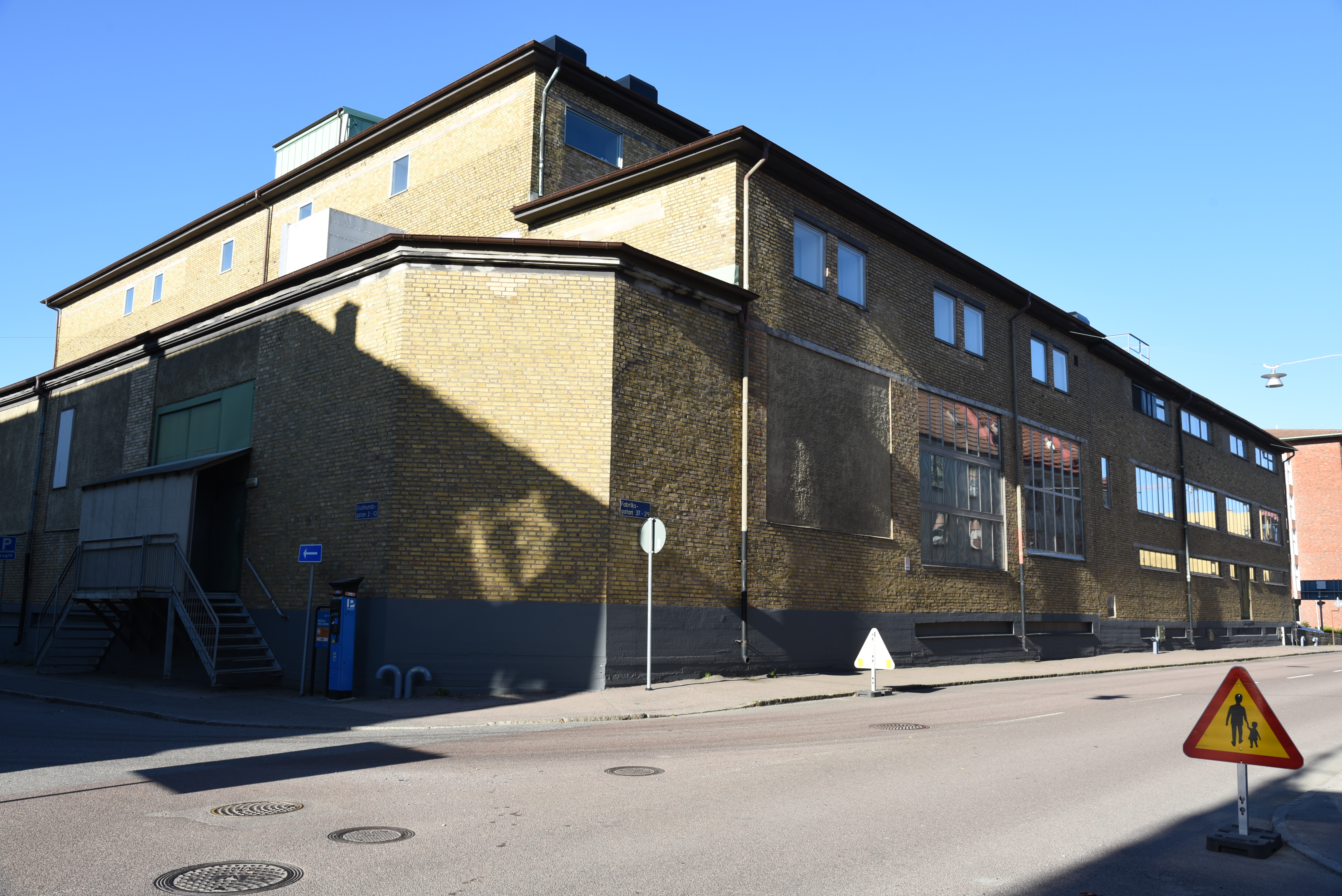
Apotekarnes vattenfabrik.
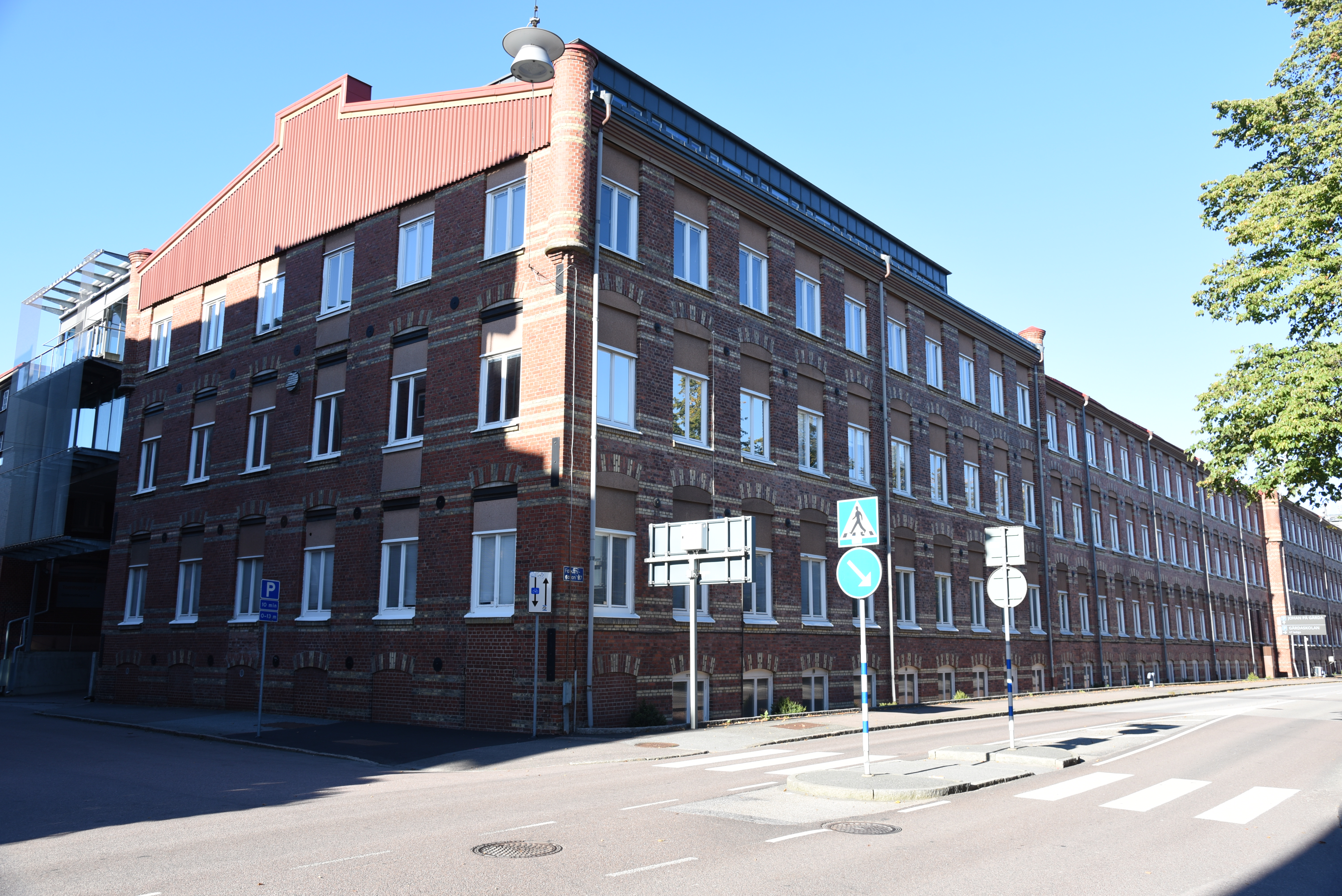
Göteborgs Kamgarnsspinneri.
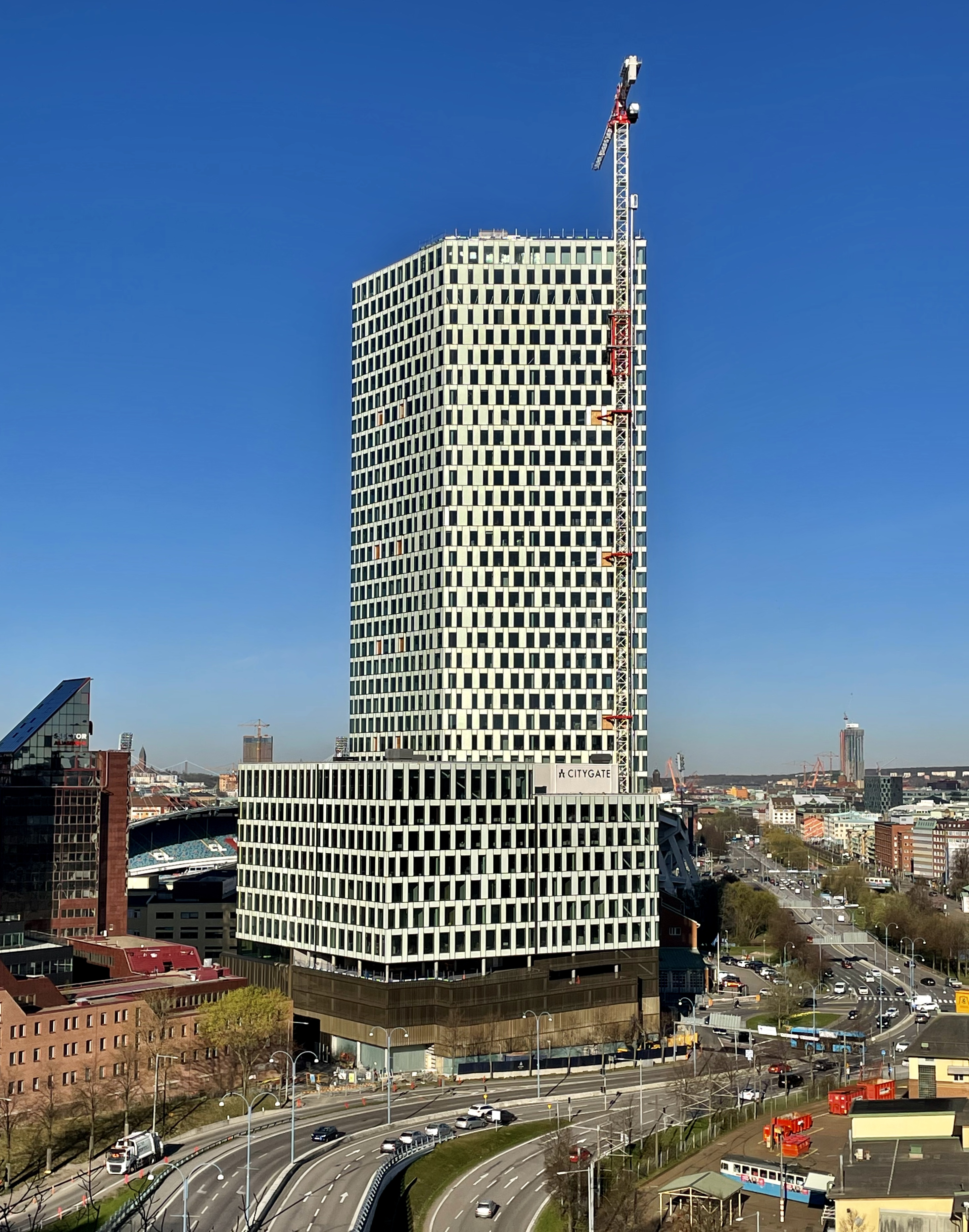
Kontorshuset Citygate är 144 meter högt.
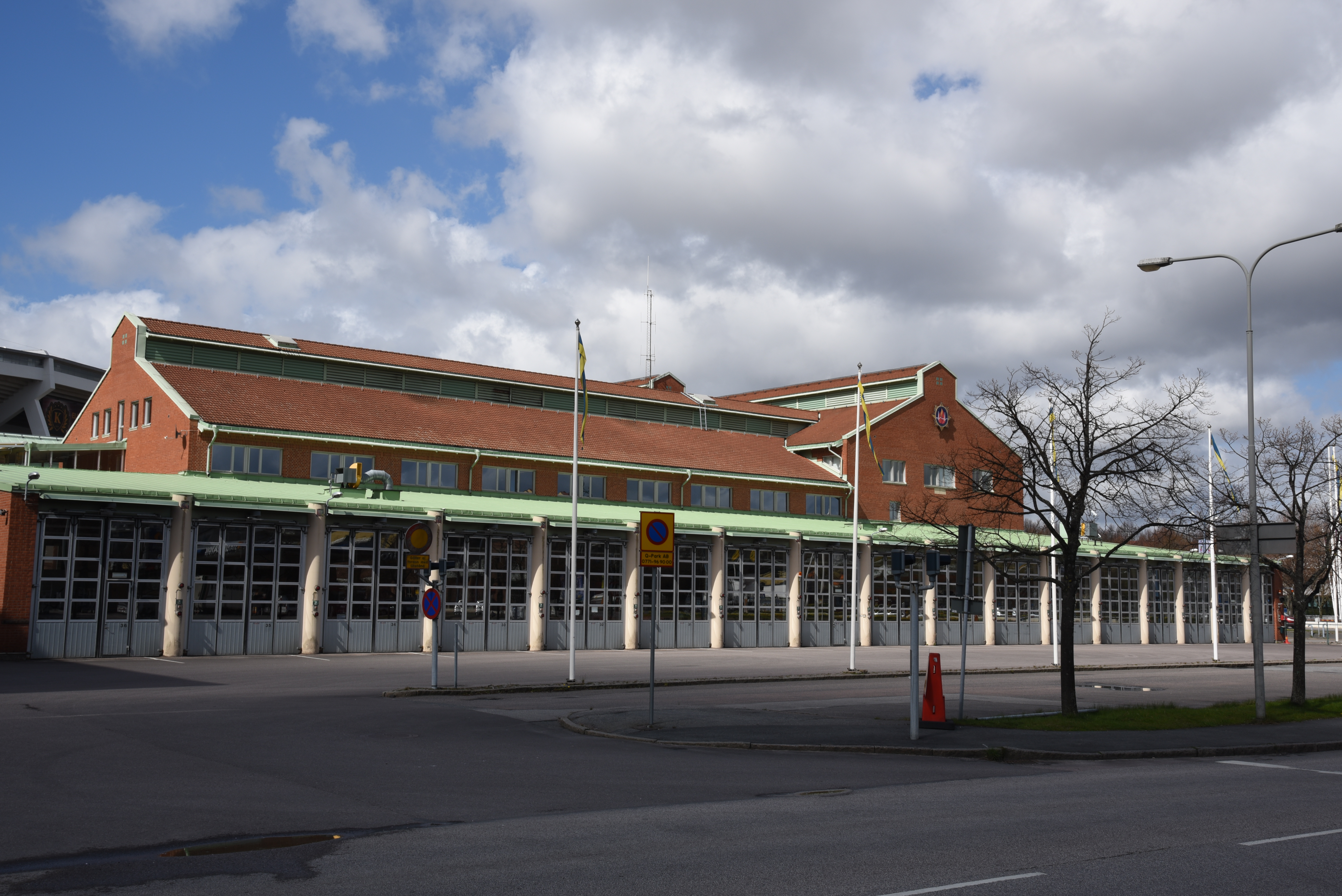
Gårda brandstation.